# Поляри
Поляри (серб. Пољари, хорв. Poljari) — населенный пункт (деревня) в общине Дервента, который принадлежит энтитету Республике Сербской, Босния и Герцеговина. По результатам югославской переписи населения 1991 года в Поляри проживало 368 человек.

## Население
В населении деревни преобладают хорваты, доля остальных национальностей мизерная.
| 1991                           | - | - | - | - | - | - |
| ------------------------------ | - | - | - | - | - | - |
| 368                            | - | - | - | - | - | - |
| Гистограмма динамики населения |   |   |   |   |   |   |

### Национальный состав
1991 год:
- Сербы — 1 человек (0,27 %)
- Хорваты — 363 человека (98,64 %)
- Югославы — 0 человек (0,00 %)
- Мусульмане — 0 человек (0,00 %)
- Другие — 4 человека (1,09 %)